# Altringen, Timiș
Altringen (în germană Altringen, Altring; în maghiară Kisrékás) este un sat în comuna Bogda din județul Timiș, Banat, România.

## Localizare
Altringen se situează în nordul județului Timiș, în comuna Bogda, la aproximativ 46km de Timișoara. Este străbătut de drumul județean 691A și are acces la calea ferată prin stația vecină Șarlota', de pe calea ferată Timișoara - Radna.

## Istoric
Pe vatra satului de astăzi a existat un sat româno-sârbesc care se numea Recășel sau Recașu Mic. Acest sat este menționat în perioada medievală de mai multe ori, de către defterurile turcești, dar și de statisticile și hărțile habsburgice. La 1463 el se numea Rekas, la 1499 Kiss Rekas (Recășel) iar pe harta contelui Mercy (1723 - 1725) apare cu numele de Rokasicza (Rocășița). 
Între 1770 - 1771 vechiul sat este supus colonizării cu germani de generalul Johann Altringen, într-o perioadă în care întreg Banatul este supus colonizării cu germani. Generalul Altringen, în calitate de guvernator al Banatului, a dispus înființarea mai multor sate pentru coloniștii germani în această zonă. Printre acestea Charlottenburg (denumit după soția sa) și Altringen. Pentru a face loc coloniștilor germani, populația băștinașă de români a fost mutată în satele românești din împrejurimi iar pământurile au fost fie împărțite coloniștilor fie transferate Überlandului, acel teritoriu fix, adiacent satelor. Referindu-se la Altringen, românii au continuat să folosească numele de Recășel sau Recheșel până în perioada interbelică.
În ceea ce privește populația, în 1910 germanii reprezentau 88% din populația din Altringen. După al doilea război mondial numărul lor scade vertiginos. Spre sfârșitul anilor '80, cei mai mulți au rămas în Charlottenburg și Altringen. În 1989 Altringen a ajuns pe lista satelor care urmau a fi rase de pe fața pământului. Până în 1992 germanii au emigrat complet. Astăzi locuitorii sunt majoritari români, majoritatea dintre ei emigrați din alte zone ale României. 
Casele părăsite de șvabi au fost treptat preluate de timișoreni, actualmente satul fiind predominant un sat de vacanță pentru cei de la oraș.
Recent a fost deschisă aici și o pensiune amenajată în stil șvăbesc.